# Hemmungslose Liebe
Hemmungslose Liebe (OT: Possessed) ist ein US-amerikanischer Film Noir aus dem Jahr 1947 mit Joan Crawford und Van Heflin in den Hauptrollen. Regie führte Curtis Bernhardt.

## Handlung
Eine offenbar geistig verwirrte Frau irrt durch die Straßen von Los Angeles und fragt Passanten nach einem „David“. Sie wird in die psychiatrische Klinik von Dr. Harvey Willard eingeliefert. Der Mediziner vermutet hinter dem Zusammenbruch, der sich in einer Katatonie äußert, eine starke emotionale Erschütterung der Patientin. Mittels einer psychotherapeutischen Behandlung gelingt es dem Arzt, die Frau – Louise Howell – dazu zu bringen, ihre Geschichte zu erzählen.
Louise arbeitet als Krankenschwester im Haushalt des reichen Dean Graham, wo sie dessen Ehefrau pflegt, die seit Langem bettlägerig ist. Eines Tages lernt Louise den Architekten David Sutton kennen, der aber nach einer kurzen Affäre mit ihr das Interesse schnell wieder verliert. Louise entwickelt hingegen ihrerseits trotz Davids Zurückweisungen eine obsessive Liebe zu ihm. Nach dem Selbstmord von Deans Frau willigt Louise ein, Dean zu heiraten. David, der lange Zeit im Ausland gelebt hat, kehrt unverhofft zurück. Louise verfällt erneut ihrem Liebeswahn. Deans Tochter, die in der Zwischenzeit erwachsen geworden ist, und David verlieben sich. Er teilt Louise mit, dass er Carol heiraten wird. Louise verliert nun vollends die Beherrschung und erschießt David.
Der Arzt teilt Dean bei einem Besuch in der Klinik mit, dass nach einem langwierigen Behandlungsprozess gute Chancen auf eine völlig Heilung seiner Frau bestünden. Er vertritt zudem die Ansicht, dass Louise seines Erachtens für den Tod von David wegen Unzurechnungsfähigkeit nicht verantwortlich gewesen sei, die endgültige Entscheidung darüber jedoch das Gericht zu treffen habe. Dean Graham begibt sich zum Krankenbett von Louise, die noch nicht aus ihrem Tiefschlaf erwacht ist. Er beteuert seine Liebe zu ihr und seine Bereitschaft, alles zu tun, um ihren Gesundungsprozess zu unterstützen.

## Hintergrund
Hemmungslose Liebe hat inhaltlich keinen Bezug zu dem im englischen Original mit dem Titel Possessed gleichnamigen Film mit Joan Crawford aus dem Jahr 1931.
Die Schauspielerin hatte 1943 nach 18 Jahren ihren Vertrag mit MGM aufgekündigt und war zu Warner Brothers gewechselt. Für ihre Darstellung in Solange ein Herz schlägt gewann Joan Crawford auf der Oscarverleihung 1946 den Oscar als beste Hauptdarstellerin und auch der nächste Film, Humoreske, erwies sich als Erfolg bei Kritik und Publikum. Im Gegensatz zu den meist seichten Dreiecksgeschichten bei MGM übernahm Crawford in diesem Zeitpunkt ihrer Karriere zumeist dramatische Rollen, in denen sie gegen die Anfeindungen der Gesellschaft ihren Platz erkämpfen muss.
Nach Georg Seeßlen ist:

„[Joan Crawford] in fast allen ihren Filmen dieser Zeit […] die Frau, die ihren Kampf mit den Umständen zu führen hat, mit den Widrigkeiten, die die Gesellschaft und der Zufall für sie bereithält. Joan Crawford wird durch das Leiden härter, sie wird zur steinernen Person. […] Das gedachte Ende der Joan Crawford-Frau ist die totale Distanz zur Welt, eine emotionale Unerreichbarkeit. […] Mag Joan Crawford auch eine noch so starke Frau sein, sie ist am Ende dann doch nicht stark genug gewesen.“

Hemmungslose Liebe reiht sich ein in einen ganzen Zyklus ähnlicher Filme, die sich mit dem Thema Psychoanalyse und Psychiatrie beschäftigten. Erstmals in den Mittelpunkt der Handlung wurde dieser relativ neue Zweig der Wissenschaft bereits 1935 in Oberarzt Dr. Monet mit Claudette Colbert und Charles Boyer gestellt. In The Flame Within aus demselben Jahr spielt Ann Harding ebenfalls eine Psychiaterin. Gut zehn Jahre später wurde daraus beinahe eine Art von eigenem Genre. Alfred Hitchcock nutzte den Trend in Ich kämpfe um dich. Claudette Colbert musste in The Secret Heart mit der neurotischen Fixierung ihrer Stieftochter auf ihren Vater kämpfen und Gene Tierney wurde in Todsünde aus übersteigerter Zuneigung für ihren toten Vater sogar zur Mörderin. Lady in the Dark, nach einer erfolgreichen Broadwayshow, behandelte die psychiatrischen Probleme der Heldin Ginger Rogers sogar in verschiedenen Musicalnummern. Mit Die Schlangengrube von 1948 begann dann ein zunehmend kritischer Blick über die tatsächlichen Zustände in den geschlossenen Abteilungen der Psychiatrien und den teilweise rigiden Behandlungsmethoden.
Joan Crawford war sich der Komplexität der Rolle wohl bewusst und recherchierte vorab gründlich, wie sie gegenüber Roy Newquist ausführte:

„Ich denke, dass ich für "Hemmungslose Liebe" härter als an jeden anderem Film meiner Karriere gearbeitet habe. Lassen Sie sich von niemanden einreden, es sei leicht, eine Verrückte zu spielen, insbesondere eine Psychopathin. Ich dachte das zunächst auch, glaubte, man müsse einfach nur alle Hemmungen fallen lassen, und schon sei man entweder manisch oder depressiv. Beide Extreme haben [den Darstellern] Oscar-Gewinne eingebracht. Aber das ist die falsche Interpretation von Psychosen, glauben Sie mir. Ich verstand das, als wir mit der Produktion begannen. Also nutzte ich meine Beziehungen und bekam Zutritt zu psychiatrischen Einrichtungen in Santa Barbara, Santa Monica und an der UCLA. Ich sprach mit Psychiatern; einer war so nett und las das Drehbuch. Er erklärte mir, wie genau es die Probleme einer psychotischen Frau wiedergeben würde und wie ich die schwierigen Szenen spielen sollte. Ich denke, ich habe das gut gemacht. Es war ein schwerer, schwerer Film, nicht sehr angenehm, und ich war bei Beendigung der Dreharbeiten mental und physisch völlig erschöpft. Ich denke nicht, dass ich noch einmal die Kraft hätte, so einen Film zu drehen.“

## Kinoauswertung
Der Film kam am 26. Juli 1947 in den nationalen Verleih. Kosten von 2.592.000 US-Dollar machten aus Hemmungslose Liebe eine Prestigeproduktion für das Studio und den teuersten Crawford-Film überhaupt. Er spielte in den USA mit 1.987.000 US-Dollar eine beachtliche Summe ein, blieb jedoch deutlich hinter den Ergebnisse der beiden vorherigen Filme für Warners zurück. Mit den Auslandseinnahmen von 1.085.000 US-Dollar konnte das Studio ein Gesamtergebnis von 3.027.000 US-Dollar realisieren, was immer noch deutlich über dem Durchschnitt ihrer letzten MGM-Streifen lag.

## Auszeichnungen
Joan Crawford ging für ihre Leistung in die Oscarverleihung 1948 mit einer Nominierung als
- Beste Hauptdarstellerin

## Kritiken
James Agee schrieb in Time eine begeisterte Rezension:

„Der Großteil ist mit außergewöhnlicher Kraft und Einfühlsvermögen gedreht. Der Film ist außerordentlich gut gespielt […] Obwohl sie in den brutalsten Szenen nicht ganz überzeugt, ist Miss Crawford ansonsten exzellent. Sie spielt mit der Leidenschaft und der Intelligenz einer Schauspielerin, die mit einem Oscar allein nicht zufrieden ist. Insgesamt beeinträchtigen die geringen Fehler diesen ungewöhnlichen Film nicht, bei dem eine Menge Leute, die viel zu geben haben, alles geben, was sie zu geben vermögen.“

Howard Barnes befand in der New York Herald Tribune:

„Miss Crawford ist am besten, wenn sie wahnsinnig ist. Die Schauspielerin hat sich augenscheinlich sehr genau mit den Aspekten des Irrsinns beschäftigt, um glaubhaft eine Frau zu spielen, die von Teufeln besessen ist.“